# Oakwood (Australia)
Oakwood – miasto w Australii, w stanie Queensland.